# Eric Backman
Eric Natanael Backman (Acklinga, 18 maggio 1896 – Skövde, 29 giugno 1965) è stato un mezzofondista svedese.

## Carriera
Nel 1920 prese parte ai Giochi olimpici di Anversa, dove conquistò la medaglia d'argento nella corsa campestre e quella di bronzo nei 5000 metri, nei 3000 metri a squadre (gara nella quale ottenne il secondo piazzamento individuale) e nel cross a squadre con Gustaf Mattsson, Hilding Ekman, Verner Magnusson, Lars Hedwall e Knut Alm. Si ritirò, invece, nei 10 000 metri.

## Palmarès
| Anno | Manifestazione  | Sede    | Evento               | Risultato | Prestazione | Note  |
| ---- | --------------- | ------- | -------------------- | --------- | ----------- | ----- |
| 1920 | Giochi olimpici | Anversa | 5000 metri           | Bronzo    | 15'13"0     |       |
| 1920 | Giochi olimpici | Anversa | 10 000 metri         | dnf       | dnf         |       |
| 1920 | Giochi olimpici | Anversa | 3000 metri a squadre | Bronzo    | 8'45"6      | [ 1 ] |
| 1920 | Giochi olimpici | Anversa | Cross                | Argento   | 27'17"6     |       |
| 1920 | Giochi olimpici | Anversa | Cross a squadre      | Bronzo    | 27'17"6     |       |